# Estatuto de autonomía de Cataluña de 1932

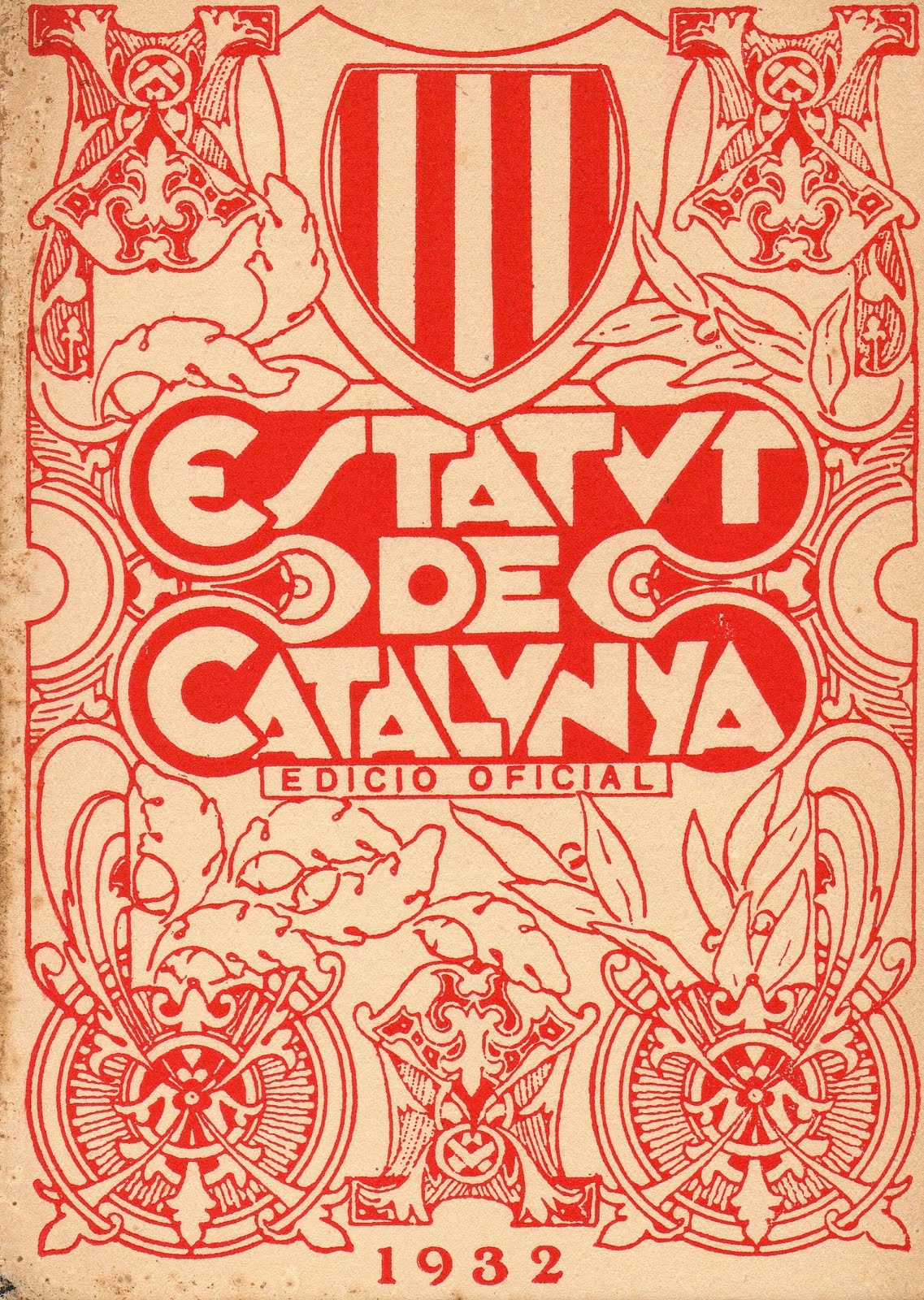
Portada del Estatuto de Autonomía de Cataluña de 1932.

El Estatuto de Autonomía de Cataluña de 1932 fue una ley española aprobada durante el primer bienio de la Segunda República Española que otorgaba a Cataluña por primera vez un Estatuto de Autonomía que le permitía tener un gobierno y un parlamento propios, y ejercer determinadas competencias.
Una versión anterior conocida como el Estatuto de Nuria fue aprobado por referéndum el 2 de agosto de 1931 y posteriormente sancionado y revisado por las Cortes españolas el 15 de septiembre de 1932. De esta forma Cataluña conseguía lo que no obtuvo durante la campaña autonomista catalana de 1918-1919, durante la cual se llegó a presentar en las Cortes de la monarquía de Alfonso XIII un proyecto de Estatuto que no se llegó ni siquiera a discutir.
El Estatuto de 1932 estuvo vigente hasta su suspensión en 1934, y nuevamente entre 1936 y el final de la guerra civil española en 1939.

## Antecedentes
El Pacto de San Sebastián, firmado por republicanos y catalanistas de izquierdas en agosto de 1930, y al que más tarde se unieron los socialistas; preveía atender las reivindicaciones nacionalistas catalanas.
Las elecciones municipales de abril de 1931 supusieron un vuelco en el sistema de partidos en Cataluña ya que la conservadora Lliga Regionalista —que pronto cambiaría su nombre por el de Lliga Catalana— perdió la hegemonía que hasta entonces había ostentado que pasó a Esquerra Republicana de Cataluña, cuyo líder Francesc Macià, conocido como l'Avi —'el Abuelo'—, proclamó en Barcelona el 14 de abril la República Catalana. Tras negociar con los tres ministros enviados por el gobierno provisional Macià aceptó rebajar sus pretensiones a cambio del restablecimiento de la Generalidad de Cataluña, cuya presidencia ostentaría él mismo, y de que las futuras Cortes Constituyentes aprobaran el Estatuto de Autonomía que se elaborara en Cataluña.

## Orígenes: gestación y desarrollo

### El proyecto presentado por la Generalidad
Tal como había acordado Macià con los tres ministros del Gobierno provisional, la Generalidad convocó a los ayuntamientos catalanes para que eligieran a los 45 miembros —uno por cada partido judicial— de la Diputación Provisional de la Generalidad de Catalunya. Gracias al retraimiento de la Lliga Regionalista, que había sido derrotada en las municipales del 12 de abril, Esquerra Republicana consiguió una holgada mayoría. Nada más constituirse el 9 de junio, la Diputación nombró una comisión de seis miembros para que redactara el anteproyecto de Estatuto de Autonomía. Se reunieron en el santuario de Nuria y en pocos días cumplieron con su cometido —el 20 de junio presentaron el texto que habían elaborado—. Tras su aprobación por la Diputación Provisional el proyecto de Estatuto fue sometido a referéndum a principios de agosto, obteniendo el 99% de votos positivos, con una participación del 75% del censo —las mujeres no pudieron votar, pero casi medio millón enviaron sus firmas de adhesión al mismo, al igual que unos cien mil emigrantes que no figuraban en el censo—. En la provincia de Barcelona 175.000 personas votaron a favor y sólo 2.127 en contra. Macià entregó el texto a Niceto Alcalá Zamora, presidente del Gobierno Provisional, y este lo presentó el 18 de agosto a las Cortes Constituyentes.
El Estatuto de Nuria respondía a un modelo federal de Estado y rebasaba en cuanto a denominación y en cuanto a competencias a lo que había sido aprobado ya en los debates sobre la futura Constitución de la República —ya que el «Estado integral» respondía a una concepción unitaria, no federal—. El Estatuto creaba una ciudadanía catalana, declaraba como lengua oficial únicamente el catalán, abría la posibilidad de que se incorporaran a Cataluña otros territorios, y hasta determinaba las condiciones en las que los jóvenes catalanes debían cumplir el servicio militar. Al presentar el proyecto los representantes catalanes argumentaron que en el Pacto de San Sebastián de agosto de 1930, del que surgiría la Segunda República, se reconoció el derecho de autodeterminación de Cataluña.

### El debate en las Cortes

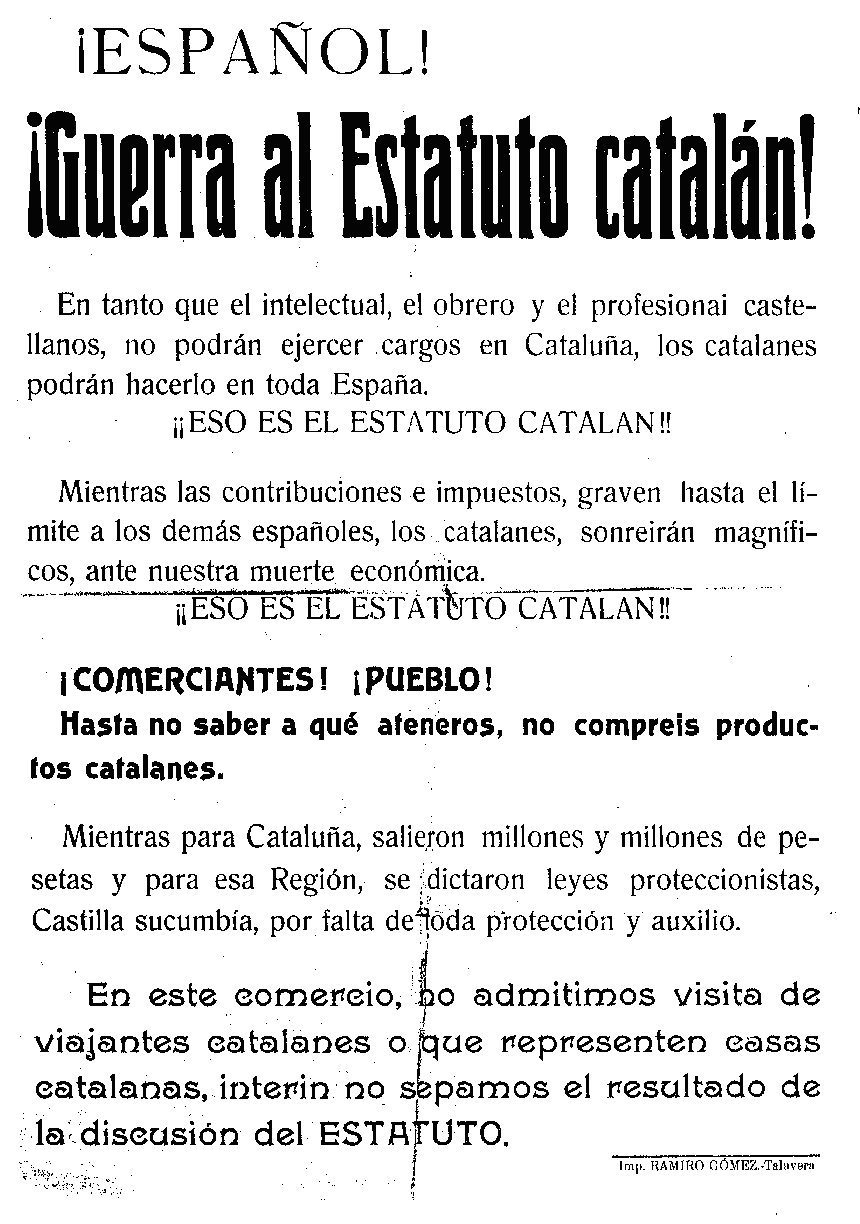
Panfleto anti-Estatuto impreso en Talavera durante su discusión en las Cortes

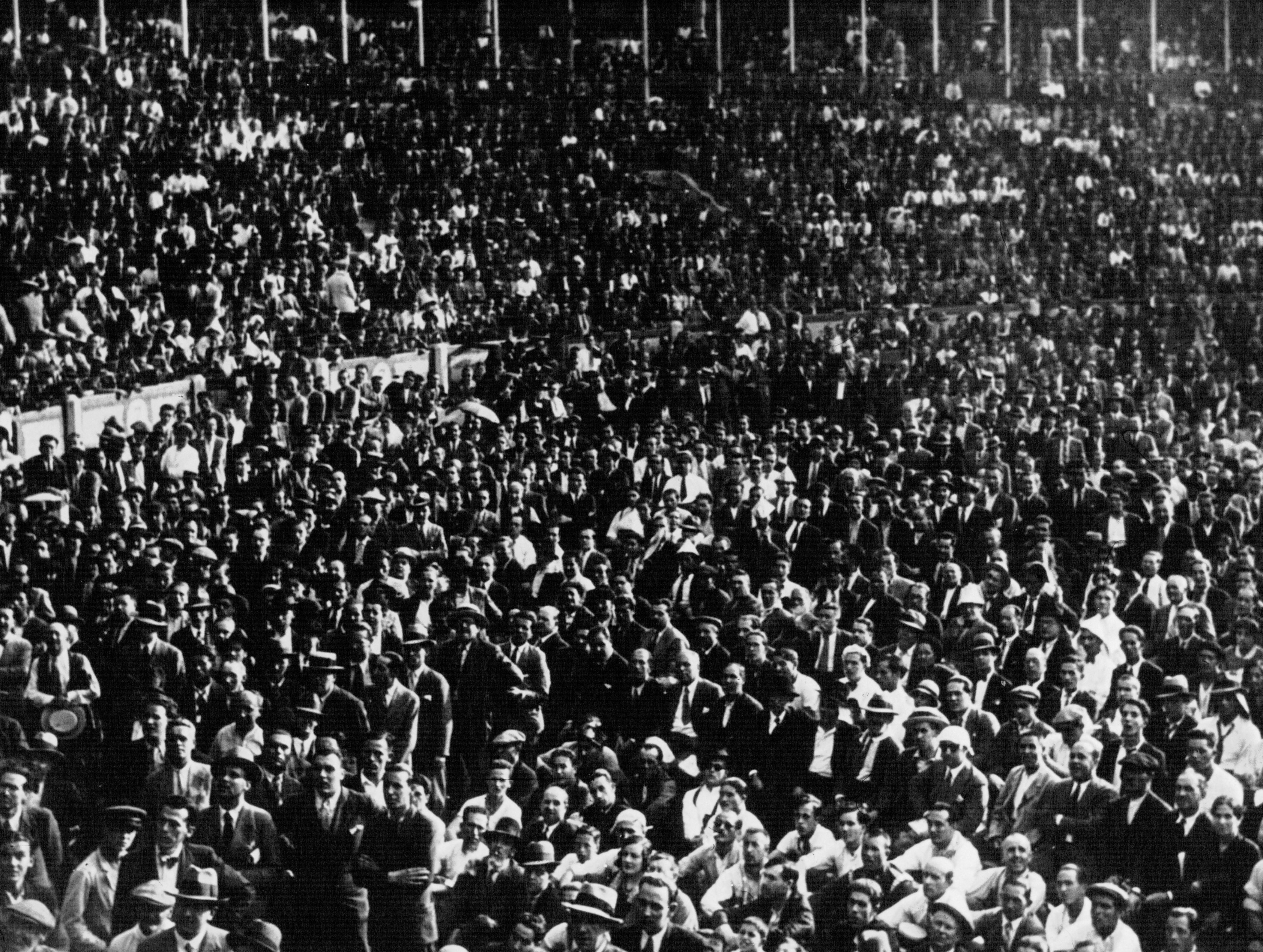
Manifestación en contra del Estatuto de Cataluña

Entre enero y abril de 1932 una comisión de las Cortes adecuaron el proyecto de Estatuto a la Constitución, lo que irritó a los diputados nacionalistas catalanes —uno de ellos llegó a afirmar que «habían sido engañados»—. Pero aun así el proyecto encontró una fuerte oposición entre todos los sectores de la cámara, incluidos los intelectuales liberales como Miguel de Unamuno y José Ortega y Gasset y los diversos grupos republicanos y el socialista que apoyaban al gobierno. Así la autonomía catalana «se convirtió en un regateo constante que se tradujo en un progresivo diluir de sus contenidos» y «las sesiones borrascosas se multiplicaron con el paso de los días empujando a una sensación de desaliento progresivo en numerosos sectores del catalanismo, que veían rotas sus expectativas de un ensamblaje amigable dentro de la República». En la oposición al proyecto de Estatuto destacaron la Minoría Agraria y los diputados de la Comunión Tradicionalista que ya se habían separado de los diputados del PNV de la Minoría vasco-navarra, y que impulsaron una amplia movilización callejera «antiseparatista».
Tras cuatro meses de debates interminables, sólo el fallido golpe de Estado del general Sanjurjo de agosto de 1932 motivó que se acelerara la discusión del Estatuto, que finalmente fue aprobado el 9 de septiembre por 314 votos a favor (todos los partidos que apoyaban al gobierno, más la mayoría de los diputados del Partido Republicano Radical) y 24 en contra (y unas 100 abstenciones). El presidente de la República Niceto Alcalá-Zamora lo firmó el día 15 de septiembre en San Sebastián. Según Gabriel Jackson, «Manuel Azaña arriesgó la vida de su Gobierno y su prestigio personal en la aprobación del Estatuto... Para Azaña, como inteligente nacionalista español... el Estatuto era un juego calculado en la construcción de una España unida por mutuos intereses y no por la fuerza militar».

## El Estatuto aprobado por las Cortes
El Estatuto de Nuria fue modificado a fondo durante su tramitación parlamentaria en Madrid, ya que desaparecieron las referencias a la autodeterminación (el único recuerdo que quedó fue la afirmación de que «Cataluña se constituye como región autónoma», "como si el reflexivo indicara que lo hacía por propia y única voluntad"), los impuestos directos siguieron siendo competencia exclusiva del Estado —lo que limitó considerablemente a la hacienda propia catalana—, así como la legislación social, un tema irrenunciable para los socialistas, y el catalán fue declarado «cooficial» junto con el castellano. Sin embargo, se otorgaban una amplias competencias a Cataluña que tendría un gobierno y parlamento propios, que podría legislar sobre las competencias exclusivas, como el derecho civil catalán, el orden público, las obras públicas que no fueran de interés general, la enseñanza primaria y secundaria, y la posibilidad de crear escuelas e institutos y una Universidad propia donde se podría emplear tanto el castellano como el catalán.
El Estatuto era menos de lo que los nacionalistas catalanes habían esperado (la versión final eliminaba todas las frases que implicaban soberanía para Cataluña; se rechazaba la fórmula federal; los idiomas castellano y catalán eran declarados coooficiales, etc), "pero cuando el presidente del Consejo de ministros fue a Barcelona para la ceremonia de presentación, lo recibieron con una tremenda ovación”. Así pues el resultado final fue una "solución de transacción, que no siendo totalmente satisfactoria para nadie se demostró estable y punto de coincidencia de izquierdas y derechas en Cataluña".
Sin embargo, el Estatuto aprobado provocó la decepción entre muchos catalanes pues se había eliminado del proyecto originario la referencia a la soberanía —la frase «el poder de Cataluña emana del pueblo» fue suprimida; la definición de Cataluña como «estado autónomo» fue sustituida por la de región autónoma—, se había impuesto la cooficialidad del castellano suprimiendo la posibilidad de dirigirse a los poderes estatales en catalán, se habían recortado las competencias exclusivas de la Generalidad, sobre todo en materia de enseñanza, orden público y administración de justicia, etc. Un grupúsculo comunista definió el Estatuto como «la subordinación catalana al imperialismo español», lo que «dejando de lado el maximalismo léxico, debía compartir una parte importante del electorado, al percatarse de las limitaciones a que era sometida la tan largamente reivindicada autonomía». Además la lentitud en el traspaso de las competencias del Estado central a la Generalidad y la infrafinanciación de los servicios transferidos, lo que generó un progresivo déficit en el presupuesto catalán, contribuyeron a incrementar la decepción. Pero a pesar de todo el Estatuto fue considerado «un instrumento útil para avanzar en el diseño de una legislación propia».
Los 52 artículos iniciales fueron reducidos a 18 y en el Estatuto definitivo se rebajaron las pretensiones originales del proyecto. Mientras en este se afirmaba que «Cataluña era un Estado autónomo dentro de la República española», el texto final fijaba —de acuerdo con la constitución republicana que definía a España como «un Estado integral, compatible con la autonomía de los municipios y las regiones»— que «Cataluña se constituye en región autónoma dentro del Estado español». Sin embargo, a pesar de los recortes, el Estatuto confería una sustancial autonomía a Cataluña: la Generalidad pasaba a estar compuesta de un Parlamento, un Presidente y un Consejo Ejecutivo. También obtenía competencias en ámbitos como orden público y justicia.

## Aplicación
Las primeras elecciones al Parlament tuvieron lugar dos meses después y fueron ganadas por Esquerra Republicana de Cataluña —coaligada con la Unió Socialista de Catalunya, una escisión del PSOE, prácticamente inexistente en Cataluña—, seguida a mucha distancia de la Lliga Regionalista, que al año siguiente adoptaría el nombre de Lliga Catalana y que se presentó en coalición con la Unió Democràtica de Catalunya, nacida a finales de 1931 como resultado de la confluencia del sector del carlismo catalán favorable a la autonomía —a la que se oponía el grueso de la Comunión Tradicionalista— y del sector confesional y más nacionalista catalán, encabezado por Manuel Carrasco Formiguera, del Partit Catalanista Republicà —surgido a su vez de la reunificación en marzo de 1931 de Acció Catalana y de su escisión Acció Republicana de Catalunya, y que en 1933 adoptaría el nombre de Acció Catalana Republicana—.
A las elecciones también se presentó una coalición monárquica integrada por la carlista Comunión Tradicionalista y los alfonsinos Peña Blanca y Renovación Española, que formarían al año siguiente Derecha de Cataluña, radicalmente opuesta a la autonomía de Cataluña y a la República. Quedaron fuera del parlament los grupúsculos comunistas Partido Comunista de Cataluña —vinculado al PCE—, el Bloc Obrer i Camperol y la Esquerra Comunista —estos dos últimos grupos se fusionaron en 1935 para formar el POUM, liderado por Andrés Nin. Tampoco entraron en el Parlament los grupos independentistas Partit Nacionalista Català, Nosaltres Sols! —traducción literal del Sinn Fein irlandés— y Estat Català-Partit Proletari —que a partir de 1934 pasó a llamarse Partit Català Proletari—.
Tras el triunfo de Esquerra Republicana en las elecciones al Parlament Francesc Macià fue confirmado como presidente de la Generalidad. Estuvo en el cargo hasta su muerte en diciembre de 1933. Le sustituyó Lluís Companys que formó un Gobierno de concentración de izquierda integrado por Esquerra Republicana, Acció Catalana Republicana, Unió Socialista de Catalunya y un sector de Estat Català, con Josep Dencàs en la conselleria de Gobernación.

### Conflictos de competencias
Con la llegada de los radicales al gobierno de la República en diciembre de 1933, se originaron los primeros conflictos del gobierno con la Generalidad catalana. La aprobación por el Parlamento de la Ley de Contratos de Cultivo, la cual garantizaba a viticultores y arrendatarios catalanes (rabassaires) la explotación de tierras durante un mínimo de seis años, llevó a la derecha catalana a reclamar la declaración de inconstitucionalidad de la ley, pidiéndole al gobierno que la recurriese ante el Tribunal de Garantías Constitucionales. El gobierno presentó recurso y el 8 de junio de 1934 el tribunal declaró la inconstitucionalidad de la ley. Este hecho fue considerado por Esquerra Republicana como un ataque a la autonomía catalana. Cuando en octubre de 1934 la Generalidad se alzó contra el Gobierno de coalición derechista de los radicales y la CEDA, proclamando su presidente Lluís Companys «el estado de Cataluña dentro de la República federal de España», la derrota del alzamiento trajo como consecuencia la suspensión del Estatuto de autonomía, que no sería puesto en vigor de nuevo hasta 1936, tras la victoria del Frente Popular en las elecciones de febrero; la Generalidad fue restaurada, de nuevo bajo la presidencia de Lluis Companys.
Una de las primeras decisiones que tomó el Consell Executiu de la Generalidad de Cataluña fue empezar a aplicar la antaño polémica Ley de Contratos de Cultivo, lo que creó nuevamente recelos. Después de febrero de 1936 el tono reivindicativo de los partidos políticos nacionalistas catalanes fue aumentando hasta rebasar en algunos casos los límites del Estatuto. Manuel Carrasco Formiguera, de la Unió Democràtica de Catalunya, dijo que «Cataluña ha de luchar hasta conseguir constituirse políticamente, como nación que es, en Estado independiente que con toda libertad pueda hacer las alianzas y confederaciones que crea convenientes».

### Conflictos durante la Guerra Civil
Tras el estallido de la Guerra Civil, la estructura del estado colapsó en toda la zona republicana y se creó una situación excepcional. La Generalidad de Cataluña empezó asumir competencias que no le correspondían según su propio Estatuto de Autonomía. Ante la impotencia y la desorganización del gobierno central, la Generalidad se hizo cargo de los puestos aduaneros y fronterizos, de los puertos y los ferrocarriles y de la sede del Banco de España en Barcelona, e incluso emitió moneda y concedió indultos a los reos. El 31 de julio de 1936 el gobierno de la Generalidad fue un paso más allá y estableció una Consejería de Defensa para hacerse cargo de las cuestiones militares. Las autoridades de la Generalidad llegaron incluso a crear un Ejército Popular de Cataluña, independiente del Ejército republicano y con su propia organización. La Consejería de Defensa era un órgano claramente inconstitucional dado que las competencias de defensa eran exclusivas del gobierno republicano. Un hecho de este tipo habría tenido serias implicaciones en una situación normal, pero en el contexto del caos de los primeros días de la contienda este constituyó un hecho más que pasó desapercibido. Durante los primeros meses de la contienda el gobierno republicano no protestó ante esta usurpación de funciones por parte de la Generalidad.
En mayo de 1937, después de los sucesos de Barcelona, el gobierno republicano intervino en Cataluña y recuperó sus competencias en Defensa. La incapacidad de la Generalidad para controlar a las milicias anarquistas llevó a que el gobierno republicano se incautara de las competencias de Orden público. Unos meses después, en noviembre, el nuevo gobierno liderado por el socialista Juan Negrín decidió el traslado de la sede del gobierno desde Valencia a Barcelona para, entre otras razones, "poner en pleno rendimiento la industria de guerra" catalana. A posteriori dicho traslado no estuvo exento de conflictos entre las autoridades centrales y el gobierno autónomo catalán, ya que el traslado de la capital de la República asentó definitivamente la autoridad del gobierno en Cataluña", pero en el contexto bélico, esta decisión relegó al gobierno de la Generalidad a un papel secundario. En agosto de 1938 surgió una nueva crisis entre el gobierno republicano y las autoridades catalanas a cuenta de un decreto del gobierno Negrín que nacionalizaba las industrias de guerra, muchas de las cuales se encontraban en Cataluña y estaban bajo el control de la Generalidad desde 1936.

## Derogación
El 5 de abril de 1938, nada más ocupar Lérida,  el general  Francisco Franco derogó el Estatuto de Cataluña «en mala hora concebido», cumpliendo así su compromiso de imponer «una sola lengua, el castellano, y una sola personalidad, la española». En un artículo publicado en El Norte de Castilla cuatro días después Francisco de Cossío escribió: «Ya no queda ni ezquerra [sic] ni lliga, ni derechas, ni izquierdas, ni catalanes templados, ni catalanes radicales…, esto se acabó… La guerra se hizo para esto y se gana para esto».
Por su parte el periodista franquista Luis Martínez de Galinsoga, en un artículo del ABC de Sevilla ―que él mismo dirigía― titulado «Nada menos que provincias de España», consideraba que con la derogación del Estatuto se devolvía a «aquellas provincias el honor de ser gobernadas en pie de igualdad con sus hermanas del resto de España». «Provincias de la España imperial. Provincias de estirpe nacional auténtica y no máscaras con centro de caña en un minifundista ámbito en el que se jugaba a las viejas farsas del Parlamento, de la República, de la Democracia y de la ‘autodeterminación de los pueblos’». El diario leridano y falangista Ruta celebró el fin del Estatuto de Autonomía de esta forma:

Cataluña se incorpora a España sin Estatuto, ni compromisos bastardos y sin problemas separatistas. Cataluña es enteramente España. Y España va a salvarla.
Para vivir con dignidad y con honor, el Estatuto Catalán tenía que desaparecer totalmente. Esta cruenta guerra se hace precisamente para la dignidad y honorabilidad de nuestra Patria.
Desaparecido el Estatuto, ahora nos queda olvidarlo, juntando catalanes y castellanos, aragoneses y andaluces, en suma: los españoles todos, nuestras voluntades para trabajar incansables, con ansias de Imperio por el esplendor de la Patria: siempre Una, siempre Grande, siempre Libre.